# Camponotus bigenus
Camponotus bigenus é uma espécie de inseto do gênero Camponotus, pertencente à família Formicidae.